# Calymperes lamellosulum
Calymperes lamellosulum là một loài rêu trong họ Calymperaceae. Loài này được Cardot mô tả khoa học đầu tiên năm 1915.